# Jacob Juda Leon

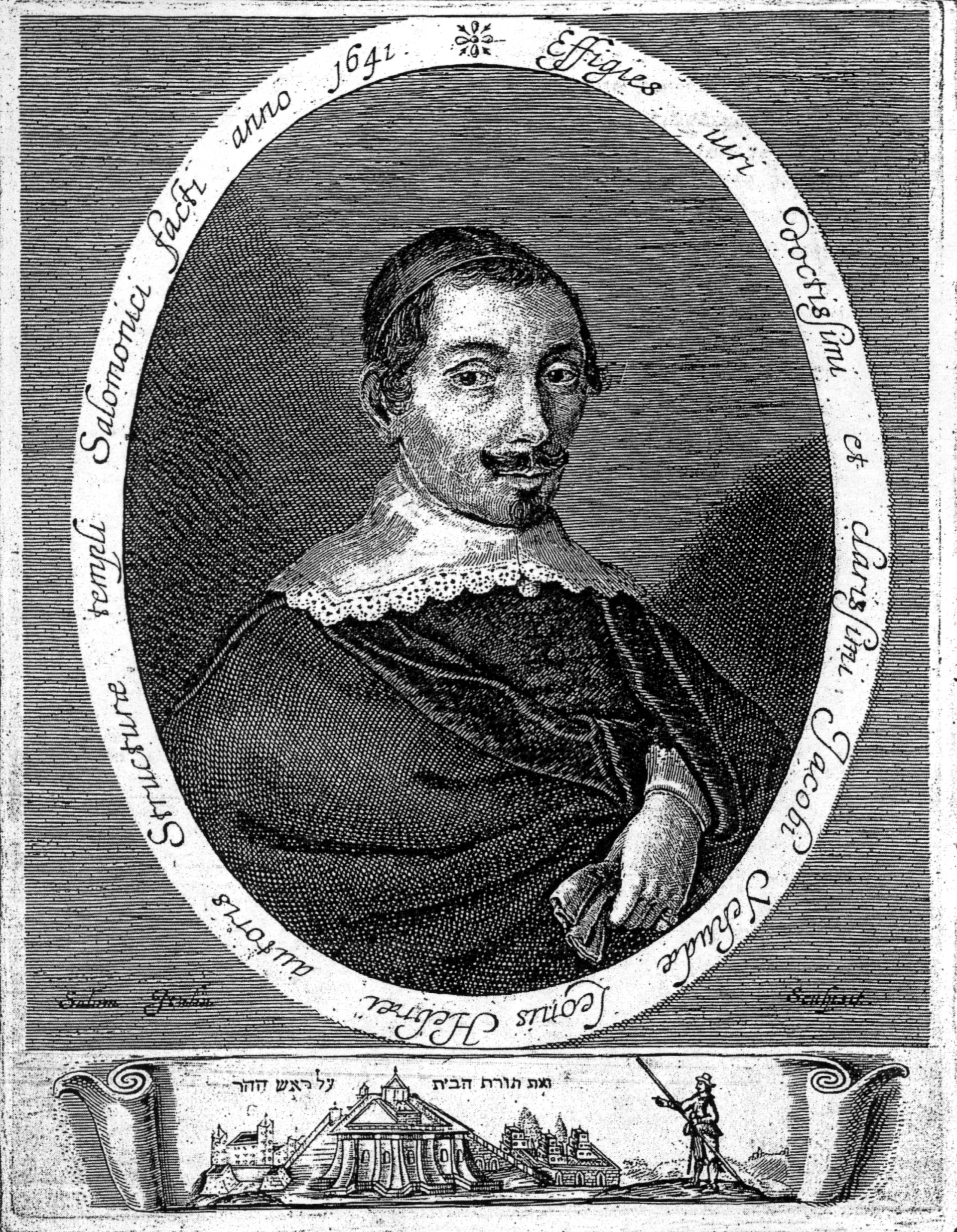
Jacob Judah Leon, Gravure van Salom Italia, 1641

Jacob Jehuda Leon (Portugal, 1602 - Amsterdam, 19 juli 1675) ook bekend als Jacob Jehuda Templo, was een Nederlands rabbijn van Portugese afkomst. Hij is vooral bekend geworden vanwege het door hem vervaardigde tempelmodel.
Hij was een leerling van Isaac Uziel, die in Amsterdam een Talmoedschool had gesticht. Hij werd rabbijn in Hamburg en daarna in Middelburg. Daar bouwde hij het model van de Tempel van Jeruzalem, dat hij in 1641 voltooide. In 1642 publiceerde hij onder de titel "Afbeeldinge van den tempel Salomonis" een uitgebreide beschrijving van zijn tempelmodel. Het boek werd in vele talen vertaald, onder andere in het Duits, Engels, Spaans, Hebreeuws en Latijn.
In 1643 verhuisde hij naar Amsterdam, waar hij leraar werd aan Ets Haim. Zijn tempelmodel en andere bijbelse knutselwerken, zoals de Tabernakel (1647), stelde hij aan huis in de Korte Houtstraat tentoon. Ook bezocht hij er kermissen mee.